# Valois

Stemma reale dei Valois sovrani di Francia

Quella dei Valois (/vaˈlwa/) fu una dinastia cadetta della casa dei Capetingi, che regnò sul trono di Francia dal 1328 al 1589, con tredici re.
Succeduta ai Capetingi in linea diretta, la dinastia derivò il suo nome dalla omonima piccola regione storica, situata a nord-est di Parigi, oggi facente parte dei dipartimenti di Aisne e Oise (Piccardia).

## Storia
Carlo, conte di Valois, era il fratello di Filippo IV di Francia il Bello, della famiglia dei Capetingi. Con la morte del terzo e ultimo figlio maschio di Filippo il Bello, nel 1328, si estinse la linea diretta capetingia e fu quindi fregiato del titolo di re di Francia il figlio maggiore di Carlo, Filippo VI, applicando la legge salica di successione, che escludeva l'ereditarietà del trono in linea femminile.
Il suo diritto alla successione venne però messo in discussione da Edoardo III d'Inghilterra, figlio di Isabella di Francia, la figlia di Filippo IV il Bello: la disputa tra i due pretendenti al trono sfociò nella secolare Guerra dei cent'anni, nel corso della quale una vasta area del territorio francese venne occupata dall'esercito inglese. Intorno al 1420, quando ormai sembrava che i Valois fossero stati sconfitti dai rivali inglesi, Giovanna d'Arco fece insorgere la popolazione e risollevò le sorti del paese. La Francia ottenne la vittoria e la casata dei Valois venne ristabilita sul trono; durante il regno di Luigi XI la monarchia fu ulteriormente rafforzata.
I successori cercarono di estendere il dominio francese all'Italia, ma non ottennero risultati duraturi. Francesco I, uno dei più celebri re della dinastia dei Valois, fu un importante protettore dell'arte e della cultura rinascimentali. Durante gli ultimi decenni di regno dei sovrani di Valois, la Francia fu lacerata da lotte religiose. Alla dinastia dei Valois succedette un'altra casa cadetta dei Capetingi, la casata dei Borbone.

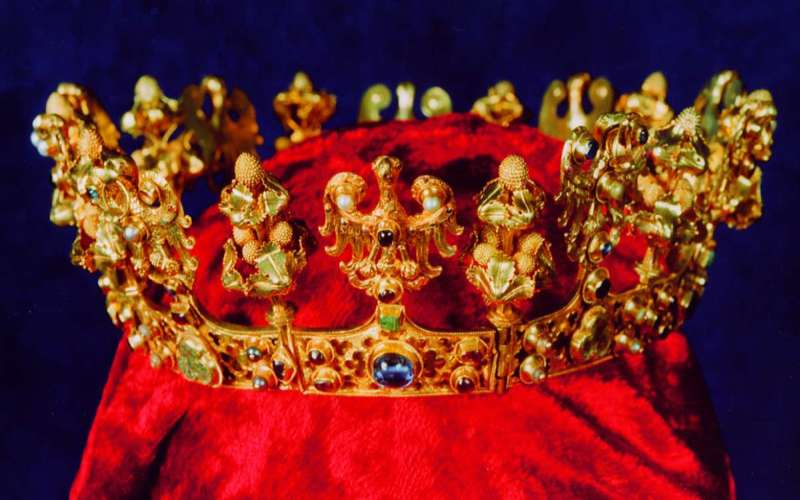
Corona appartenuta a Bianca di Valois, prima sposa di Carlo IV (Tesoro di Środa)

I tredici sovrani di Valois (compresi i rami cadetti) furono:
Valois in linea diretta
- Filippo VI, 1328-1350
- Giovanni II, 1350-1364
- Carlo V, 1364-1380
- Carlo VI, 1380-1422
- Carlo VII, 1422-1461
- Luigi XI, 1461-1483
- Carlo VIII, 1483-1498

Valois-Orléans
- Luigi XII, 1498-1515

Valois-Angoulême
- Francesco I, 1515-1547
- Enrico II, 1547-1559
- Francesco II, 1559-1560
- Carlo IX, 1560-1574
- Enrico III, 1574-1589

## Rappresentazione genealogica
```
  │
  │

Luigi IX, 
il Santo
 (†1270) e 
Margherita di Provenza

  │
  └──>
Roberto, conte di Clermont
 (†
1317
) e 
Beatrice di Borgogna-Borbone

  │            │
  │            ↓
  │             linea dei 
Borbone
 (il primo dei re di questa linea sarà 
Enrico IV
 di Navarra (†
1610
), che salirà al trono nel 
1589

  │
  │
  └──>
Filippo III detto 
L'Ardito
 (†1285)
        │  │
        │  ↓
           linea diretta dei 
Capetingi
 che prosegue con 
Filippo IV detto 
Il Bello
 (†1314) e termina 
        │  con 
Carlo IV
 (†1328)
        │
        └──> 
Carlo di Valois
 (†1328)
```

```
 
Carlo di Valois
```

```
--------------------------------------------------------------------------------------------
   │ Con Filippo VI comincia il ramo diretto dei Valois
   │
   └──>
Filippo VI
 (†1350)
           └──>
Giovanni II
 (†1364)
               └──>
Carlo V di Francia
 (†1380)
                     │   └──>
Carlo VI di Francia
 (†1422)
                     │          └──>
Carlo VII di Francia
 (†1463)
                     │                 └──>
Luigi XI di Francia
 (†1483)
                     │                       └──>
Carlo VIII di Francia
 (†1498)
                     └──> 
Luigi, duca d'Orléans
 (†1407)
                            │  └──>
Carlo di Valois-Orléans
 (†1465)
---------------------------------------------------------------------------------------------
                            │         │ Luigi XII, primo e unico re del Ramo Valois-Orléans
                            │         │
                            │         └──>
Luigi XII di Francia
 (†1515) 
                            │
                            └──>
Giovanni, conte di Agoulême
 (†
1467
)
                                  └──>
Carlo, conte di Agoulême
 (†
1496
)
---------------------------------------------------------------------------------------------
                                       │ con Francesco I comincia a regnare il ramo dei Valois-
                                       │ Angoulême
                                       │
                                       └──> 
Francesco I di Francia
  (†
1547
)
```

```
Francesco I di Francia

  └──>
Enrico II di Francia
 (†1559)
                └──>
Francesco II di Francia
 (†1560)
                             └──>
Carlo IX di Francia
 (†1574)
                                           └──>
Enrico III di Francia
 (†1589)
```

Con Enrico III termina la linea dei Valois. Risalendo per li rami il trono passerà a Enrico IV di Francia, principe di Borbone, discendente da Roberto, conte di Clermont, figlio cadetto di Luigi IX di Francia.